# Jelenkor (folyóirat, 1832–1848)

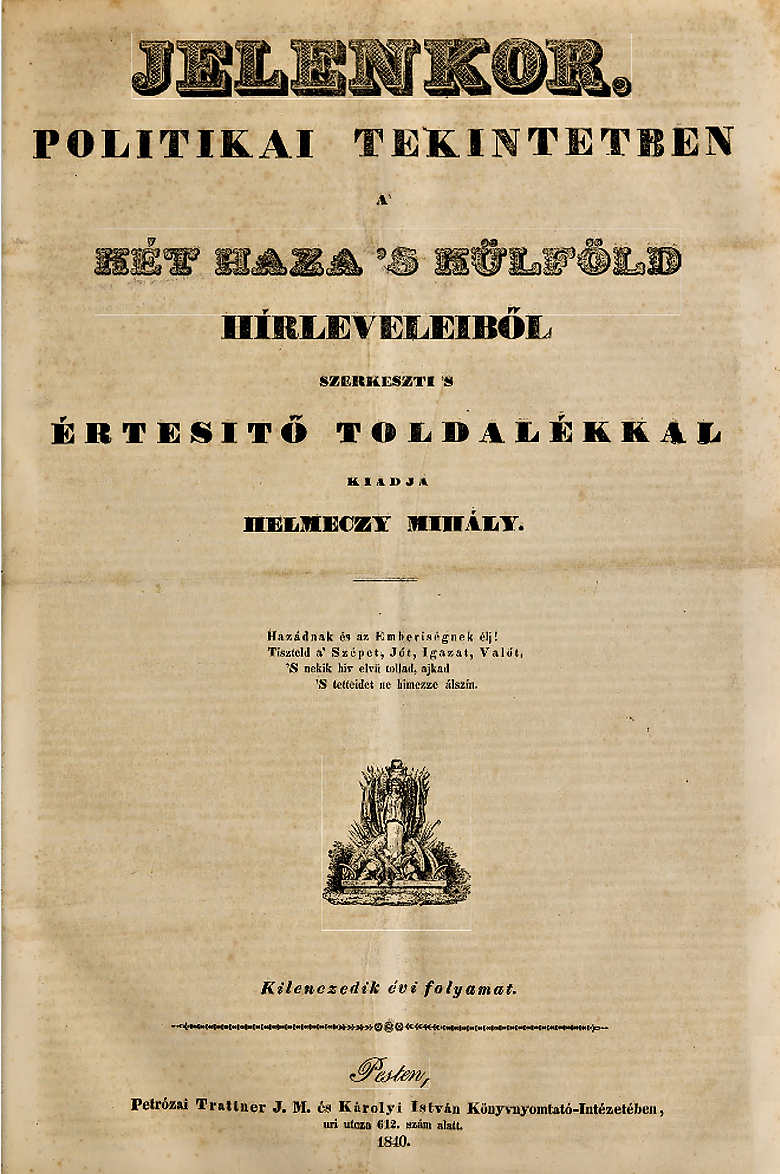
Jelenkor címlap (1840)

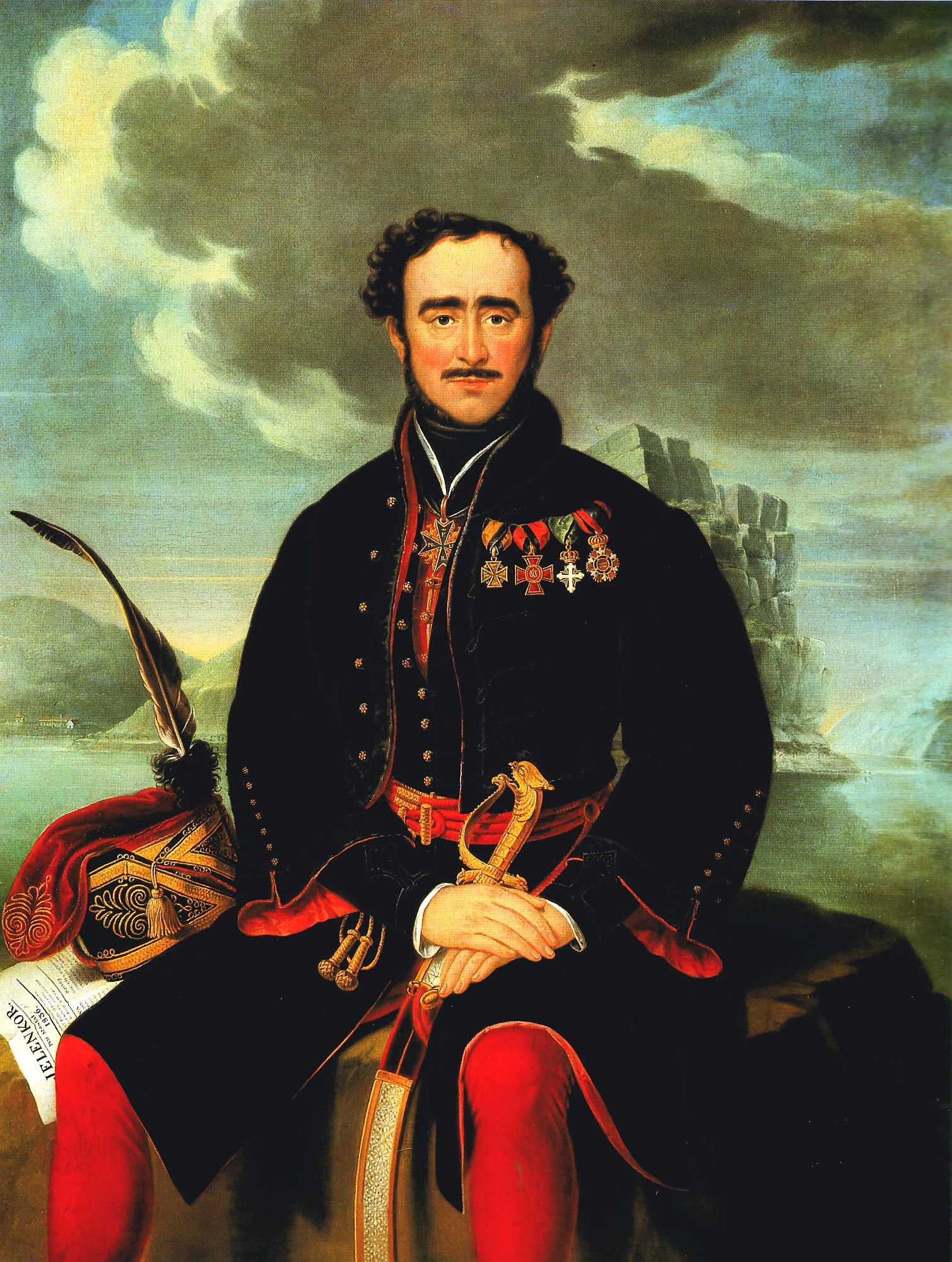
Széchenyi István a Vaskapunál (Schöfft József, Schöfft Ágoston festményéről – 1836)
A festményen Széchenyi sajtóorgánuma, a Jelenkor 1836-os évfolyamának egy száma is látható

A Jelenkor 1832-től 1848-ig Pesten kiadott politikai lap volt. Néhány hónappal a halála előtt, Kisfaludy Károly  engedélyt nyert egy politikai lap kiadására. Az engedélyt az uralkodó később Helmeczy Mihályra ruházta át, aki a lapot 1832. január 1-jén megindította. A Jelenkor  hetenként kétszer, szerdán és szombaton jelent meg Pesten 4-rét félíven a Társalkodó című melléklappal együtt, amely szintén kétszer jelent meg hetenként. Mint segédszerkesztő, Csató Pál működött a lapnál 1833 végéig, és ő írta a vezércikkeket; Nagy Ignác 1837-től 1841-ig a külföldi cikkeket fordította s a Budapesti naplót írta. 1837 elejétől Széchenyi István gróf indítványára a Jelenkor ívrétben jelent meg. 1837-ben nyomatott belőle 4080 példány és így a hazai lapok közt a legtöbb előfizetővel bírt. Politikai jelentőségre ugyan nem tehetett szert konzervatív iránya miatt, de a későbbi lapoknak az útját egyengette. 1843-tól Széchenyi István e lapot választotta orgánumául és tartotta mindvégig. Ekkor némi lendületet vett a lap, de határozott pártszínezetét ő sem vívhatta ki. Itt és a Társalkodóban jelentek meg a Duna-gőzhajózást a Fekete-tengerrel való összeköttetés és egyéb nemzetgazdászati cikkei. 1847-től Jókai írta Budapesti naplóját. Királyi Pál 1845-től 1848-ig a lapnál dolgozott, előbb mint a külföldi rovat vezetője, majd 1848. április 18-tól átvette az akkor már hanyatló lap szerkesztői tisztét, egészen annak megszűnéséig, 1848. június 29-ig.

## Pap József az első Jelenkorról
- "A reformkor egyik legjelentősebb sajtóindítási vállalkozása tehát a gróf Széchenyi István által támogatott Jelenkor c. újság volt. A nemes gróf megbízására Kisfaludy Károly 1829 végén indította el az országos újság - a Jelenkor és a Társalkodó című melléklap - engedélyeztetési eljárását. Az alapító egyértelműen egy angol mintájú közéleti, politikai lap megteremtését tűzte ki célul. Az uralkodó, a kancellária javaslatára, 1830 július 17-én jóváhagyta a kérelmet. A lap megjelenése azonban késett, mivel a kiszemelt szerkesztő, Kisfaludy Károlyt 1830. november 21-én meghalt. Az új szerkesztő Helmeczy Mihály lett, akinek azonban, mivel a korban a lapindítói engedélyt személyre szólóan állították ki, újra kellett kezdenie az eljárást. 1831. március 11-én az uralkodó átruházta Helmeczyre a szabadalmat, így a lap első száma 1832 január 4-én megjelenhetett Pesten. A Társalkodó szintén 1832-ben indult. A szerkesztő Bajza József szakított az eddigi szokással, melléklapjában irodalmi és művelődési cikkek mellett, burkolt formában helyet kapott a politikai is.
- A Jelenkorban a külföldi hírek domináltak, csupán az első két oldalon jelent meg rövidebb magyarországi és erdélyi híranyag. Ennek a cenzúra mellett az alapítói szándék is oka lehetett, hiszen Széchenyi elképzeléseinek inkább a külföldi példát bemutató hírek, mint a megyei gyűlésekről szóló beszámolók feleltek meg. A lap jelentős szerepet játszott a magyarországi kaszinómozgalom terjedésében is, hiszen rendszeresen tudósított az újabb kaszinók, olvasóegyletek alakulásáról. A tudósítások olyan jól sikeredtek, hogy 1833 elején, amikor az uralkodó a kaszinók létszámával és alapszabályaival kapcsolatos eljárást indíttatott, arra szólíthatta fel a Reviczky Ádám kancellárt, hogy jelentéseit a Jelenkor tudósításait alapján készíttesse el. A kaszinók szervezésének irányítása mellett, a lap feladatának tekintette, hogy nyilvánosságot nyújtson az országgyűlési viták számára, hiszen az eltérő gondolatok közötti "elmesúrlódás" Széchenyi szerint is a haladás egyik legnélkülözhetetlenebb előfeltétele. A kaszinómozgalom és a tudósítások iránti igény összekapcsolódott. Legalábbis erre utal az az információ, mely a fent említett vizsgálat során készült egyik ügynökjelentésben szerepel, hogy a kecskeméti kaszinó 1833-ban küldöttséget menesztett a diétára, és ott országgyűlési újság létesítését kezdeményezte. A Jelenkor szerkesztője 1833. januárban megkísérelte, hogy részletes beszámolót közöljön az országgyűlés üléseiről. A január 5-i számban váratlanul három sűrűn szedett oldalban tudósította az eseményeket. Az ügynöki jelentések erről a kísérletről is beszámoltak: Helmeczi az országgyűlés összeülte előtt megbízta Orosz Józsefet, hogy 30 forint havi díjazásért készítsen tudósításokat lapja számára. A tudósításokat végül Orosz Kossuthtal együtt készítette. 1833. február 10-én azonban Széchenyi a következő megjegyzést volt kénytelen naplójába felvezetni: "Z[ichy] K(ároly]: Hét vármegye írt a nádornak, "be kellene tiltani a Jelenkort"". Az országgyűlési tudósítások meghonosításának kísérlete tehát kudarcba fulladt, mivel a hírek miatt tiltakozó országgyűlési követek a nádorhoz fordultak. A Jelenkor január 16-i számától csak a két pozsonyi újság – Ephemerides Posonienses és a Pressburger Zeitung – híreit vehette át."

## Külső hivatkozások
- A Jelenkor digitalizált kötetei a REAL-J-ben
- A Társalkodó digitalizált kötetei a REAL-J-ben
- Pap József írása